# Jigme Khesar Namgyel Wangchuck
| Tibetische Bezeichnung                                         |
| -------------------------------------------------------------- |
| Tibetische Schrift: འཇིགས་མེད་གེ་སར་རྣམ་རྒྱལ་དབང་ཕྱུག་                 |
| Wylie-Transliteration: 'Jigs med ge sar rnam rgyal dbang phyug |
| Andere Schreibweisen: Jigme Gesar Namgyel Wangchug             |

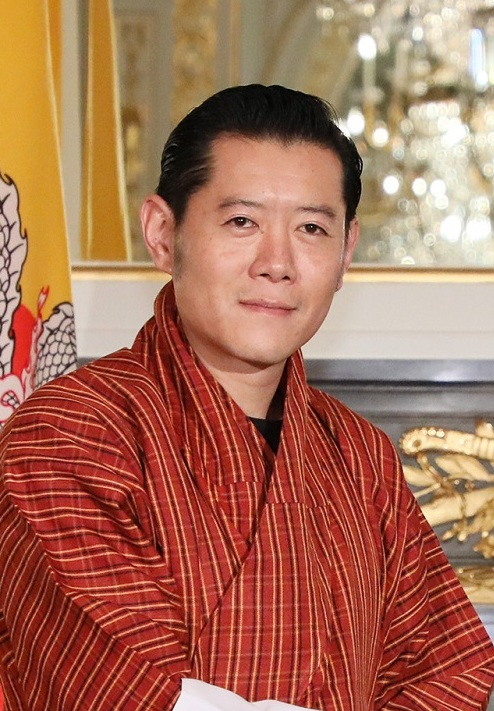
Jigme Khesar Namgyel Wangchuck (2019)

Jigme Khesar Namgyel Wangchuck (Dzongkha: འཇིགས་མེད་གེ་སར་རྣམ་རྒྱལ་དབང་ཕྱུག, Wylie-Umschrift: ’Jigs med ge sar rnam rgyal dbang phyug, Langform: Trongsa Penlop Jigme Khesar Namgyel Wangchuk; * 21. Februar 1980) ist seit dem 9. Dezember 2006 König von Bhutan und Nachfolger seines Vaters Jigme Singye Wangchuck. Sein Titel auf Dzongkha lautet Mang-pos Bhur-ba'i rgyalpo, Druk Gyalpo. Der Monarch ist der fünfte Druk Gyalpo (dt. Drachenkönig) der seit 1907 herrschenden Wangchuck-Dynastie.

## Jugend und Ausbildung
Jigme Khesar Namgyel Wangchuck ist der älteste Sohn des vorherigen Königs Jigme Singye Wangchuck und der Königin Ashi Tshering Yangdon Wangchuck. Er erhielt seine Schulausbildung zunächst mit anderen Kindern in Bhutan und besuchte dann das Internat Cushing Academy in Ashburnham, im Norden von Worcester im US-Bundesstaat Massachusetts. Anschließend ging er auf das private Wheaton College in Norton (Massachusetts), bevor er 2000 zum Magdalen College der Oxford University nach England ging. In Oxford absolvierte er das Foreign Service Programme und erreichte einen Master of Philosophy (M.Phil.) in Politik. 2011 verlieh ihm die Keiō-Universität die Ehrendoktorwürde.

## Prinz und König von Bhutan
Am 8. Mai 2002 repräsentierte der damalige Prinz Wangchuck Bhutan bei der 27. Generalversammlung der Vereinten Nationen. Im Dezember 2005 erklärte der bis dahin regierende König Jigme Singye Wangchuk seine Absicht, abzudanken und seinen Sohn zum Nachfolger zu machen sowie ihm die Verantwortung baldigst zu übergeben.
Am 9. Dezember 2006 übergab Jigme Singye Wangchuck sein Amt an seinen Sohn. Offiziell verkündet wurde der Thronwechsel am 14. Dezember 2006. Die feierliche Krönung des Königs fand erst knapp zwei Jahre später, am 6. November 2008, im Tashichhod Dzong mit anschließender Feier im Nationalstadion statt. Jigme Khesar war zu diesem Zeitpunkt mit 28 Jahren das jüngste Staatsoberhaupt der Welt.
Im Mai 2011 gab er während einer Parlamentssitzung seine Verlobung mit der Bhutanerin Jetsun Pema bekannt. Die Hochzeit mit der zehn Jahre jüngeren Bürgerlichen fand am 13. Oktober 2011 statt. Am 5. Februar 2016 wurde ihr erstes Kind, der Thronfolger Jigme Namgyel Wangchuck, geboren. Am 19. März 2020 kam sein zweiter Sohn Jigme Ugyen Wangchuck zur Welt. Die Geburt ihres dritten Kindes wurde am 9. September 2023 bekanntgeben. Die Königin wurde an diesem Tag im Lingkana-Palast in Thimpu von einem gesunden Mädchen entbunden. Im Dezember 2023 wurde ihr Name Sonam Yangden Wangchuck bekannt gegeben.